# Економічні наслідки російського вторгнення в Україну (з 2022)

#### Україна

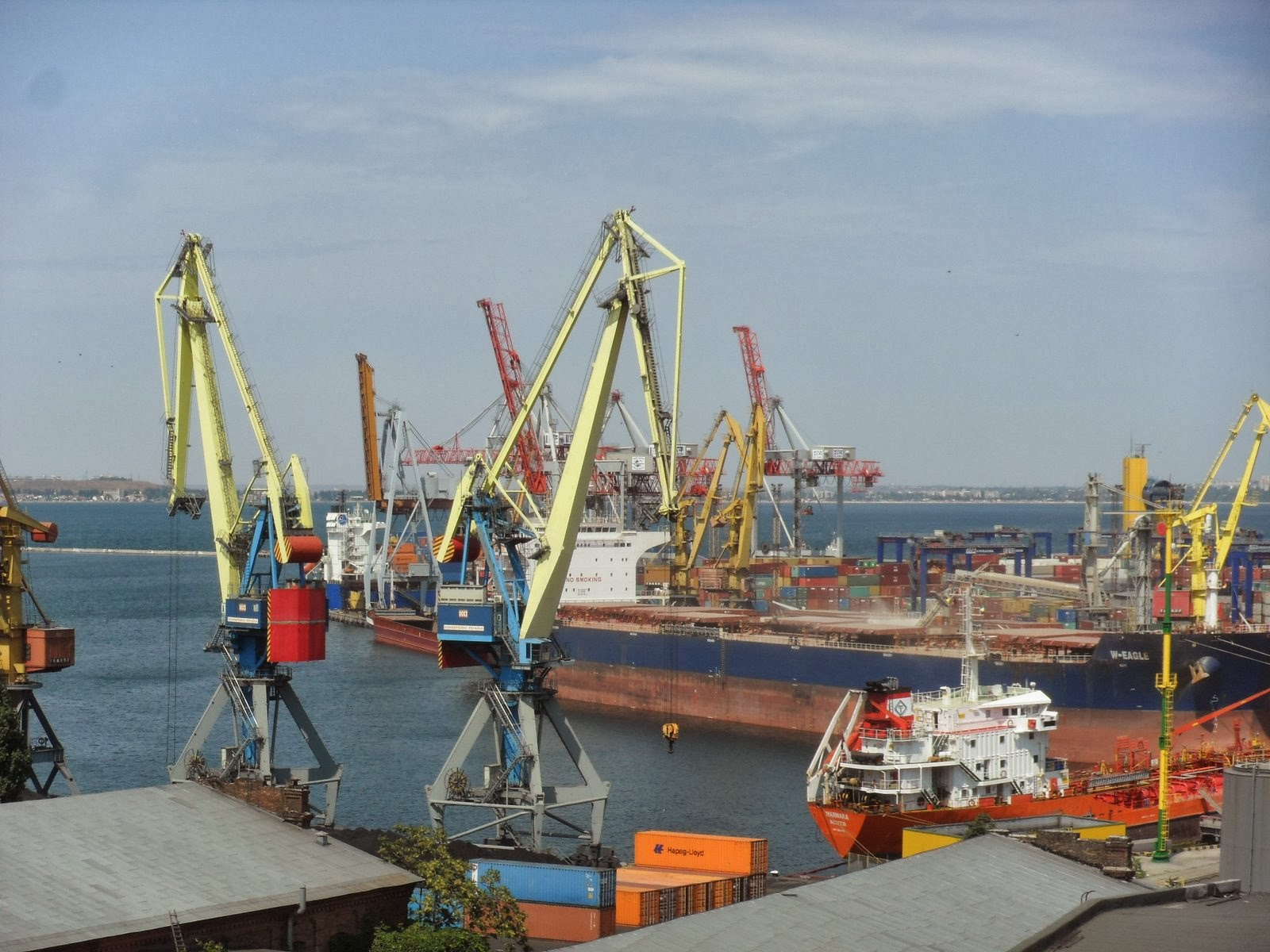
Одеський порт, один з портів, звідки відбувається експорт української продукції

Загальна сума збитків інфраструктурі України за 2022 рік склала майже $138 млрд.
Українські торгівельні мережі прозвітували 24 лютого, що продуктів є вдосталь, наявних складських запасів вистачить на 15—20 днів. «Державна продовольчо-зернова корпорація України» (ДПЗКУ) запустила млини, що перебували на консервації, для забезпечення борошном населення та військових підрозділів в умовах воєнного стану. З 12 березня 2022 почала діяти заборона на експорт добрив з України.
Через окупацію територій Росією та зменшену врожайність обсяги виробництва продукції рослинництва зменшилися в 2022 році на 35–40 %, порівняно з попереднім роком. Через військові дії було втрачено 15–20 % поголів'я великої рогатої худоби, свиней і птиці. Водночас у 2022 році вдалося зібрати понад 67 млн т врожаю, що стало одним з п'яти кращих показників за 30 років. За два роки широкомасштабного російського вторгнення РФ знищила майже 20 % елеваторних потужностей України, йдеться у дослідженні KSE.
Унаслідок пошкоджень, спричинених бойовими діями, в перший місяць після вторгнення без електрики опинилися понад 1 млн споживачів. 23 тис. км доріг загального призначення були зруйновані (13 % від загальної протяжності). Російські війська з 10 жовтня 2022 року розпочали обстріли критичної енергетичної інфраструктури України, що спричинило дефіцит генерації електроенергії та проблеми з її розподілом між регіонами. Але до лютого 2023 потужності вдалося відновити завдяки ремонту та імпорту електроенергії.
На спеціальний рахунок Нацбанку для допомоги ЗСУ надійшло 12,2 млрд гривень пожертв. Гроші надходили від бізнесу, громадян України та країн ЄС, США, Канади, Британії тощо. За 25 і 26 лютого українські громадяни, що мають рахунок у ПриватБанку, надіслали на потреби Збройних сил понад 1 млрд гривень. За тиждень війни громадяни пожертвували вже 6 млрд гривень. Понад 700 тис. громадян подали заяви на отримання грошової допомоги у зв'язку з втратою роботи.
Постановою Нацбанку було заборонено видавати готівку з рахунків клієнтів в іноземній валюті, проте цю валюту й надалі можна продати та видавати готівкою у гривнях.
З 1 березня 2022 уряд України почав продавати облігації для оплати ЗСУ. Міністерство фінансів України повідомило, що кожна річна облігація матиме номінальну вартість 1 000 гривень (33,27 долара США), а відсоткова ставка, запропонована інвесторам, «визначиться на аукціоні». За день продали облігацій на 8,1 млрд грн.
Нацбанк з 1 березня 2022 заборонив роботу емітованих у РФ та Білорусі карток.
Гроші, що надавалися вакцинованим від COVID-19 за програмою «єПідтримка» (1 тис. грн на людину), з 2 березня дозволили витрачати на будь-які продукти чи товари. Раніше ці гроші можна було використовувати лише на певні витрати. 3 березня Володимир Зеленський повідомив, що українці, які втратили можливість працювати через війну, отримають грошову допомогу 6 500 грн, а «ковідну тисячу» призупинили виплачувати.
Верховна Рада 3 березня ухвалила низку законів, якими дозволила націоналізувати все російське майно в Україні й посилила відповідальність за мародерство, диверсії та держзраду, за що загрожує 15 років тюрми або довічне ув'язнення з конфіскацією майна.
Нацбанк 9 квітня зафіксував курс долара на позначці 29,25 грн. до кінця воєнного стану. Проте 21 липня 2022 року скорегував його до 36,5 грн. Надалі курс коливався в межах 39-40 грн.
Значна кількість емігрантів зумовила зменшення кількості платників податків. У найкризовіший момент Україна втратила 80 % експортного потенціалу, особливо через блокування Росією портів, але в подальшому він почав відновлюватися. До вересня 2022 року 65 % експорту йшло в країни Європейського Союзу, завдяки чому став наповнюватися бюджет України на 2023 рік.
Кабінет міністрів України на засіданні 13 вересня затвердив проєкт бюджету на 2023 рік, який передбачає спрямування 1 трлн 136 млрд гривень (майже половину бюджету) на оборону. Світовий банк підтвердив надання $105 млрд на довгострокове відновлення об'єктів, які постраждали від російської агресії й $13,6 млрд на швидке відновлення об'єктів, необхідних для виживання людей на деокупованих територіях. До вересня 2022 року близько 35 тис. людей пішли в добровольчі батальйони, які допомагають відновлювати інфраструктуру та житлові об'єкти.

#### Росія
Ескалація Росією війни в Україні спричинила безпрецедентні економічні санкції проти РФ. За їхньою кількістю (понад 6 тис.) Росія посіла перше місце у світі, за нею — Іран, Сирія та Північна Корея.
Російський рубль упав до історичних мінімумів, Центральний банк Росії розпочав валютні інтервенції (значний разовий продаж або закупівлю великих партій іноземної валюти). Курс долара і євро до рубля вранці 24 лютого виріс майже на 10 % і досяг історичних максимумів. Акції найбільших російських компаній упали на відкритті торгів Московської біржі, яка призупинила діяльність з 8 до 10 год. Керівник операцій на валютному та грошовому ринку російського Металінвестбанку Сергій Романчук прокоментував, що «росіянам треба приготуватися до того, що ми відкинуті в минуле на багато років з погляду інфраструктури ринку і загалом». Путін попередив керівників бізнесу Росії, що очікується «обмеження» російської економіки, але заявив, що Росія вжила «необхідних заходів».
Російські мільярдери після запровадження санкцій втратили понад $126 млрд. Ціни на електроніку в Росії різко зросли через накладені на державу санкції.
Канцлер Німеччини Олаф Шольц заявив, що Німеччина, як ключовий торговий партнер Росії, виступає проти відімкнення Росії від банківської системи SWIFT, однак припустив, що такий крок можливий. Таку ж думку підтримав Джо Байден, сказавши, що відімкнення можливе, «але зараз це не та позиція, яку хоче зайняти решта Європи». 25 лютого міністр фінансів Крістіан Лінднер висловився, що Німеччина готова відключити Росію від SWIFT, але спочатку має прорахувати наслідки для своєї економіки. 26 лютого Угорщина, Німеччина та Кіпр повідомили, що не перешкоджатимуть негайному запровадженню такої санкції. Почалася технічна підготовка до ухвалення рішення про відключення Росії від SWIFT. Згодом частину російських банків відключили.
Російський голова Криму Сергій Аксьонов заявив, що тимчасово окупована АР Крим готується приймати воду Північнокримським каналом із Дніпра, проте 24 лютого вона так і не надійшла. 26 лютого російські сили опублікували відео з нібито підривом дамби, що блокує надходження води. Пізніше з'явилася інформація, що це фейк, оскільки справжня дамба виглядає інакше.
Сервіси Apple Pay та Google Pay 26 лютого припинили роботу в Росії.
Через запровадження санкцій Росія 28 лютого більш ніж удвічі підвищила ключову процентну ставку, рубль впав на 30 % відносно долара США. Центральний банк Росії заявив, що підвищив ставку з 9,5 % до 20 %, аби пом'якшити вплив падіння курсу рубля на ціни. Центральний банк Росії спочатку відклав відкриття Московської біржі на три години, а потім заявив, що вона буде закрита весь день. 2 березня депозитарні розписки «Сбербанка» в Лондоні впали більше ніж на 90 % — до 1,7 цента.
Падіння курсу рубля продовжилося, курс російської валюти перевищив 100 рублів за 1 долар. 9 березня Центробанк Росії увів нові правила, що забороняють продавати громадянам іноземну готівку, а з валютних рахунків можна буде зняти не більше ніж 10 тис. доларів, решта коштів можна видавати лише в рублях за поточним курсом.
За висновком Bloomberg 1 березня 2022 року, «російські ринки починають виглядати непридатними для інвестицій». До 4 березня міжнародні санкції скоротили доступні валютні резерви Росії майже вдвічі, включно з депозитами в іноземній валюті та цінними паперами, що поставило Росію на межу дефолту.
Володимир Путін 31 березня підписав указ про переведення розрахунків за природний газ із так званими «недружніми» Росії країнами на рублі. Це дало привід рейтинговим агенціям заявити про можливість дефолту Росії невдовзі. Міжнародна рейтингова агенція S&P оцінила становище Росії на початку квітня як «вибірковий дефолт».
27 червня відбувся технічний дефолт Росії через несплату зовнішнього боргу в іноземній валюті. 15 липня міжнародне рейтингове агентство Moody's попередило уряд Білорусі, що вважає дефолтом виплату зовнішнього боргу в білоруських рублях.

#### Світ
Відкритий напад Росії на Україну зумовив помітні негативні наслідки для світової економіки, що наклалися на наслідки пандемії COVID-19.
У перший день вторгнення фондові індекси у світі різко впали, а ціни на нафту зросли майже на 6 доларів за барель (на 7 %) після того, як президент Володимир Путін почав військові дії Росії в Україні. Еталонна марка нафти Brent вперше з 2014 року піднялася у ціні до $100 за барель. 25 лютого Китай призупинив закупки російської морської нафти.
Обвалився також курс криптовалют. Згідно з даними Coinmarketcap, за першу добу після відкритого нападу Росії ринок криптовалют загалом утратив понад $160 млрд.
Ціни на нафту 1 березня піднялися до максимуму з 2014 року. Американська нафта подорожчала на 10 % до внутрішньоденного максимуму $105,14 за барель. Еталонна нафта Brent піднялася приблизно на 8 % до $105,40 за барель. Президент США розпорядився 31 березня використовувати щодня 1 млн барелів нафти з державного резерву для врегулювання цін на енергоносії.
На Україну та Росію разом припадає близько 14 % світового виробництва пшениці, і вони забезпечують 29 % її світового експорту. Війна та санкції проти Росії зумовили підвищення цін на пшеницю. Під загрозою також опинилися поставки добрив, що негативно відбилося б на врожайності сільськогосподарських культур і з часом може спричинити зростання голоду в усьому світі.
Роскосмос у відповідь на санкції проти Росії відмовився запускати космічні супутники для мережі OneWeb.
Ціни акцій в Азії впали після пожежі на Запорізькій атомній електростанції. Японський еталонний індекс Nikkei впав на 2,5 %, а Hang Seng в Гонконзі — на 2,6 %. Ціни на нафту зросли на азійських ранкових торгах: ціна нафти Brent перевищила $112 за барель.
Через війну в Україні закрилися два заводи з виробництва неону, звідки надходила майже половина всього неону в світі. Це загрожує суттєвим зменшенням виробництва мікрочипів. Автомобільні концерни Volkswagen та BMW зменшили виробництво через припинення поставок дротів з України.
Росія обмежила чи припинила експорт природного газу на захід газопроводом «Північний потік-1», вимагаючи зняття санкцій. Залежність Європи від російського газу обумовила восьмикратне підвищення цін на нього, запровадження режиму заощадження палива, закриття деяких підприємств і нові правила нормування. Найбільш залежною від Росії в цьому плані виявилася Німеччина. Зросли ціни на електроенергію в Європі, максимум до €1,500 за мегават. Це негативно позначилося на виробництві сталі, пиломатеріалів, мікрочипів, скла, бавовни, пластику, хімікатів. У червні 2022 США вперше в історії продали європейським країнам більше скрапленого газу, ніж Росія через трубопроводи. Наприкінці вересня 2022 року сталися вибухи на газопроводах «Північний потік», вину за що Німеччина, Данія та Швеція поклали на Росію. 27 вересня почав роботу альтернативний газопровід «Baltic Pipe», яким газ яким надходитиме з Норвегії.
Як прозвітував Всесвітній економічний форум, зростання ВВП європейських країн загальмувалося, особливо в країнах-сусідах України — від 0,2 % до 1 % за пів року війни. За прогнозом Світової організації торгівлі, війна може знизити зростання світового ВВП на 0,7-1,3 %.
1. ↑  Названо вартість воєнних збитків інфраструктурі України. Слово і Діло (укр.). Процитовано 12 березня 2023.
2. ↑  Мірер, Поліна (24 лютого 2022). Продуктів достатньо. Торговельні мережі та влада запевняють, запасів вистачить. Суспільне | Новини. Архів оригіналу за 25 лютого 2022.
3. ↑  ДПЗКУ запустила млини для виробництва борошна в умовах воєнного стану. Інтерфакс-Україна. 1 березня 2022. Архів оригіналу за 1 березня 2022.
4. ↑  Україна запроваджує заборону на експорт добрив – Мінагрополітики. Інтерфакс-Україна. 12 березня 2022. Архів оригіналу за 12 березня 2022.
5. ↑  Аграрний сектор економіки: підсумки 2022 та прогноз на 2023 рік. Національний інститут стратегічних досліджень. 10.03.2023. Процитовано 12.03.2023.
6. ↑  Рф знищила понад 11 млн тонн елеваторних потужностей України. USM (Юкрейніан Шиппінг Мегазін). 22 лютого 2024.
7. ↑  В Україні знеструмлено понад 1336 населених пунктів, без газопостачання - 278 тисяч споживачів. ТСН. 20 березня 2022. Архів оригіналу за 23 березня 2022.
8. ↑  Російська агресія знищила понад 13% українських доріг – «Укравтодор». Громадське. 3 квітня 2022. Архів оригіналу за 13 травень 2022.
9. ↑  Свобода, Радіо (3 березня 2023). Дефіциту в енергосистемі немає 20 днів поспіль – «Укренерго». Радіо Свобода (укр.). Процитовано 12 березня 2023.
10. ↑  НБУ перерахував зі спецрахунка на потреби військових понад 12 млрд грн. Суспільне. 19 березня 2022. Архів оригіналу за 23 березня 2022.
11. ↑  За одну добу на спецрахунок для збору коштів на потреби армії надійшло майже 300 млн грн. Національний банк України. 25 лютого 2022. Архів оригіналу за 25 лютого 2022.
12. ↑  За дві доби на армію перерахували понад мільярд гривень – «Приватбанк». Радіо Свобода. 27.02.2022. Архів оригіналу за 27 лютого 2022.
13. ↑  На спецрахунок Нацбанку для Збройних Сил України перерахували вже понад 6 млрд грн. Громадське. 2 березня 2022. Архів оригіналу за 2 березня 2022.
14. ↑  Українці подали понад 700 тисяч заяв на отримання допомоги в 6500 грн – Федоров. Радіо Свобода. 8 березня 2022. Архів оригіналу за 8 березня 2022.
15. ↑  Нацбанк роз'яснив порядок переведення в готівку банками валюти для клієнтів. Інтерфакс-Україна. 2 березня 2022. Архів оригіналу за 2 березня 2022.
16. ↑  Ukraine to sell 'war bonds' to fund armed forces. BBC. 1 березня 2022. Архів оригіналу за 1 березня 2022. Процитовано 1 березня 2022.
17. ↑  Україна залучила 8,1 млрд грн на дебютному аукціоні нових військових облігацій. Інтерфакс-Україна. 1 березня 2022. Архів оригіналу за 1 березня 2022.
18. ↑  НБУ з 1 березня заборонив роботу емітованих у РФ і Білорусі карток. Інтерфакс-Україна. 2 березня 2022. Архів оригіналу за 2 березня 2022.
19. ↑  Гроші «єПідтримки» тепер можна витрачати на будь-які товари. Громадське. 2 березня 2022. Архів оригіналу за 2 березня 2022.
20. ↑  Українці, які втратили можливість працювати через війну, отримають грошову допомогу — Зеленський. Громадське. 3 березня 2022. Архів оригіналу за 3 березня 2022.
21. ↑  З «єПідтримки» припинили виплачувати «ковідну тисячу» через зміну напрямку допомоги — Мінцифри. Media Sapiens. 16 березня 2022. Архів оригіналу за 19 березня 2022.
22. ↑  Рада дозволила вилучати російське майно в Україні й призначила довічне ув'язнення за мародерство, диверсії та держзраду. Громадське. 3 березня 2022. Архів оригіналу за 3 березня 2022.
23. ↑  Курс долара буде заморожений до кінця війни. Економічна правда. 9 квітня 2022. Архів оригіналу за 4 травня 2022.
24. ↑  НБУ зафіксував офіційний курс гривні до долара США на новому рівні та вжив низку додаткових заходів для збалансування валютного ринку та підтримання стійкості економіки в умовах війни. Національний банк України. 21 липня 2022. Процитовано 14 вересня 2022.
25. ↑  Курс долара – на мінімумі з літа 2022-го. Як довго це триватиме? Чотири причини, чому гривні вдалося укріпитися — Forbes.ua. forbes.ua (укр.). 1 березня 2023. Процитовано 12 березня 2023.
26. 1 2  Половина бюджету-2023 піде на ЗСУ. Звідки уряд братиме гроші. Суспільне. 14 вересня 2022. Процитовано 14 вересня 2022.
27. 1 2  Russia's economy in crisis as sanctions bite. Deutsche Welle. 28 лютого 2022. Архів оригіналу за 28 лютого 2022.
28. ↑  Russia extends lead over Iran, North Korea in sanctions hall of shame. Deutsche Welle. 15 березня 2022. Архів оригіналу за 17 березня 2022.
29. ↑  "Мы отброшены в прошлое". Рубль упал до исторических минимумов, ЦБ начал валютные интервенции. BBC News Русская служба (рос.). 24 лютого 2022. Архів оригіналу за 24 лютого 2022.
30. ↑  Putin tells business leaders there will be "restrictions" on Russian economy. CNN (англ.). 24 лютого 2022. Архів оригіналу за 24 лютого 2022.
31. ↑  Martin, Iain (24 лютого 2022). Russian Billionaires Lost More Than $126 Billion In Wealth Amid Ukraine Invasion. Forbes (англ.). Архів оригіналу за 3 червня 2022.
32. ↑  В России резко подорожала электроника и, вероятно, это ещё не конец. 3DNews - Daily Digital Digest (рос.). 25 лютого 2022. Архів оригіналу за 25 лютого 2022.
33. ↑  U.S., EU unlikely to cut Russia off SWIFT for now -Biden. MSN (англ.). 24 лютого 2022. Архів оригіналу за 24 лютого 2022.
34. ↑  Germany open to cutting Russia off SWIFT but must weigh consequences - fin min. Financial Post (англ.). 25 лютого 2022. Архів оригіналу за 25 лютого 2022.
35. ↑  Суспільне (26 лютого 2022). Росію відключають від SWIFT: наскільки серйозно для її економіки. Суспільне | Новини. Архів оригіналу за 26 лютого 2022.
36. ↑  В Крым по-прежнему не поступает вода по Северо-Крымскому каналу – СМИ.{{cite web}}:  Обслуговування CS1: Сторінки з параметром url-status, але без параметра archive-url (посилання)
37. ↑  РФ похвалилася вибухом дамби для стримування постачання води до Криму. Корреспондент. 27.02.2022. Архів оригіналу за 26 лютого 2022.
38. ↑  Карты всех платежных систем в России продолжают нормально работать | Банк России. www.cbr.ru. 25 лютого 2022. Архів оригіналу за 25 лютого 2022.
39. ↑  Ukraine conflict: Russia doubles interest rate after rouble slumps. BBC. 28 лютого 2022. Архів оригіналу за 28 лютого 2022.
40. ↑  Russia refuses to open stock market as sanctions hammer FTSE 100 - live updates. The Telegraph. 28 лютого 2022. Архів оригіналу за 28 лютого 2022.
41. ↑  Russia's top bank quits Europe due to sanctions. Reuters. 2 березня 2022. Архів оригіналу за 2 березня 2022.
42. ↑  Business, Analysis by Charles Riley, CNN. Analysis: The West's $1 trillion bid to collapse Russia's economy. CNN. Архів оригіналу за 1 березня 2022. Процитовано 1 березня 2022.
43. ↑  У Росії банкам заборонили продавати валюту громадянам. Радіо Свобода. 9 березня 2022. Архів оригіналу за 9 березня 2022.
44. ↑  Russian markets start to look uninvestable as sanctions bite. Bloomberg. 1 березня 2022. Архів оригіналу за 1 березня 2022.
45. ↑  «Переддефолтний рівень»: агенція S&P оцінила кредитний рейтинг Росії. Радіо Свобода. 4 березня 2022. Архів оригіналу за 4 березня 2022.
46. ↑  Єврокомісія вважає указ Путіна про оплату газу рублями порушенням санкцій – Bloomberg. Радіо Свобода. 14 квітня 2022. Архів оригіналу за 14 квітень 2022.
47. ↑  Агенція S&P: у Росії настав «вибірковий дефолт». Радіо Свобода. 9 квітня 2022. Архів оригіналу за 14 квітень 2022.
48. ↑  Росія є близькою до технічного дефолту за зовнішнім боргом. Радіо Свобода. 26 червня 2022.
49. ↑  Білорусь опинилась у стані дефолту після виплати зовнішнього боргу в нацвалюті — Moody's. Громадське. 15 липня 2022. Процитовано 15 липня 2022.
50. ↑  WORLD ECONOMIC OUTLOOK UPDATE JULY 2022. INTERNATIONAL MONETARY FUND. липень 2022. Процитовано 14 вересня 2022.
51. ↑  News, A. B. C. Shares dive, oil soars after Russian action in Ukraine. ABC News (англ.). Архів оригіналу за 24 лютого 2022. Процитовано 24 лютого 2022.
52. ↑  Ng, Sam Meredith,Joanna Tan,Abigail (24 лютого 2022). Oil prices jump 7% as Russia invades Ukraine; Brent tops $100 for first time since 2014. CNBC (англ.). Архів оригіналу за 24 лютого 2022.
53. ↑  China Pausing on Buying Russian Seaborne Crude After Invasion. 25 лютого 2022.
54. ↑  Kharpal, Arjun (24 лютого 2022). Bitcoin prices and other cryptocurrencies tumble after Russia attacks Ukraine. CNBC (англ.). Архів оригіналу за 24 лютого 2022. Процитовано 24 лютого 2022.
55. ↑  US oil prices reach seven-year high after emergency release agreement. CNN. 1 березня 2022. Архів оригіналу за 1 березня 2022.
56. ↑  Biden orders 'unprecedented' release of oil reserves. BBC. 31 березня 2022. Архів оригіналу за 1 квітень 2022.
57. ↑  How Russia's invasion of Ukraine changed the global economy in a week. CNN Business. 3 березня 2022. Архів оригіналу за 3 березня 2022.
58. ↑  Ukraine war 'catastrophic for global food. CNN. 7 березня 2022. Архів оригіналу за 7 березня 2022.
59. ↑  UK satellite firm refuses Russian ultimatum on upcoming launch. CNN Business. 3 березня 2022. Архів оригіналу за 3 березня 2022.
60. ↑  Ukraine conflict: Asia stocks drop after nuclear plant attack. BBC. 4 березня 2022. Архів оригіналу за 4 березня 2022.
61. ↑  Exclusive: Russia's attack on Ukraine halts half of world's neon output for chips. Reuters. 11 березня 2022. Архів оригіналу за 11 березня 2022.
62. ↑  Два великі автоконцерни призупинили виробництво в Європі через брак запчастин з України. Суспільне. 17 березня 2022. Архів оригіналу за 17 березня 2022.
63. ↑  Shock Waves Hit the Global Economy, Posing Grave Risk to Europe. The New York Times. 8 вересня 2022. Процитовано 14 вересня 2022.
64. ↑  США вперше в історії поставили до Європи більше скрапленого газу, ніж росія через трубопроводи. Громадське. 1 липня 2022. Процитовано 2 липня 2022.
65. ↑  "Північний потік" пошкодили навмисно. Росія хоче зупинити транзит газу через Україну?. BBC Україна. 28 вересня 2022. Процитовано 29 вересня 2022.
66. ↑  Economic growth - a weak outlook for OECD countries. World Economic Forum. 14 вересня 2022. Процитовано 14 вересня 2022.
67. ↑  WTO Secretariat note examines impact of the crisis in Ukraine on global trade and development. WTO. 12 квітня 2022. Архів оригіналу за 12 квітня 2022. Процитовано 11 квітня 2022.